# ملعب ريفرسايد
استاد ريفرسايد هو ملعب لكرة القدم في ميدلسبره، انكلترا. وهو الملعب الرئيسي لنادي ميدلسبره منذ افتتاحه في عام 1995. تقدر سعة الملعب الحالية ب 34,742 متفرج.
و قام النادي بأخذ الرخص اللازمة والموافقات لزيادة سعة الملعب إلى 42,000 إذا لزم الأمر.

## التاريخ
تم بناء الملعب ليحل محل ايرسوم بارك بعد تقرير تايلور، الذي يطلب من جميع استادات كرة القدم في الدوريات الأعلى بأن تكون سعة الملاعب جميعها للمقاعد. بعد أن تم تسليم التقرير في يناير من عام 1990، كان نادي ميدلسبره في حاجة إلى تحويل جميع السعة في الاستاد إلى مقاعد بحلول شهر أغسطس عام 1994، وكان غير قادر على توسيع ايرسوم بارك بسبب وقوعه في منطقة سكنية، وتوسيع الملعب صعودا من شأنه أن يحد من قدرة الملعب لحوالي 20,000 مقعدا - والنادي يريد سعة أكبر بكثير. واتخذ القرار من قبل المسؤولين في النادي لبناء استاد جديد.
شيد الملعب بسعة 30,000 متفرج من قبل تايلور وودرو وتم البناء مقابل 16 مليون جنيه استرليني، وبلغت مدة التنفيذ 32 أسبوعا بعد أن بدأ العمل في خريف عام 1994. وقد تم اختيار اسم من الملعب من قبل مشجعي النادي، بعد تصويت خلال المباراة النهائية في ايرسوم بارك. وكانت الخيارات الأخرى المتاحة استاد ميدلهافن، واستاد ايرمس واستاد تيسايد.

## السعة
تبلغ سعة الملعب 34,742، بما في ذلك المقاعد المخصصة للإداريين والإعلاميين.
وقد لعبت المباراة الأولى ضد تشلسي أمام حشد يقدر ب 28,286 متفرج في 26 أغسطس 1995.
و فاز ميدلسبره في المباراة 2-0.
و تزامن افتتاح الملعب مع أول ظهور للنادي في الدوري الممتاز الإنجليزي بعد الصعود من الدرجة الأولى.

## أبرز المباريات
استضاف استاد ريفرسايد مباريات كرة القدم الدولية. خلال تشييد ملعب ويمبلي الجديد، قام المنتخب الوطني لانكلترا لكرة القدم بجولة في البلاد، ولعب في ملاعب مختلفة. تم اختيار ريفرسايد لاستضافة التصفيات المؤهلة لكأس الامم الأوروبية 2004 ضد سلوفاكيا في 11 يونيو 2003. فازت انكلترا 2-1 في المباراة.
- سجل الحضور (جميع الفرق): 35,000 إنجلترا ضد سلوفاكيا، 11 يونيو 2003، (تصفيات يورو 2004)
- سجل الحضور (ميدلسبره): 34,836 V نوريتش سيتي، 28 ديسمبر 2004 (الدوري الممتاز)

## معرض صور

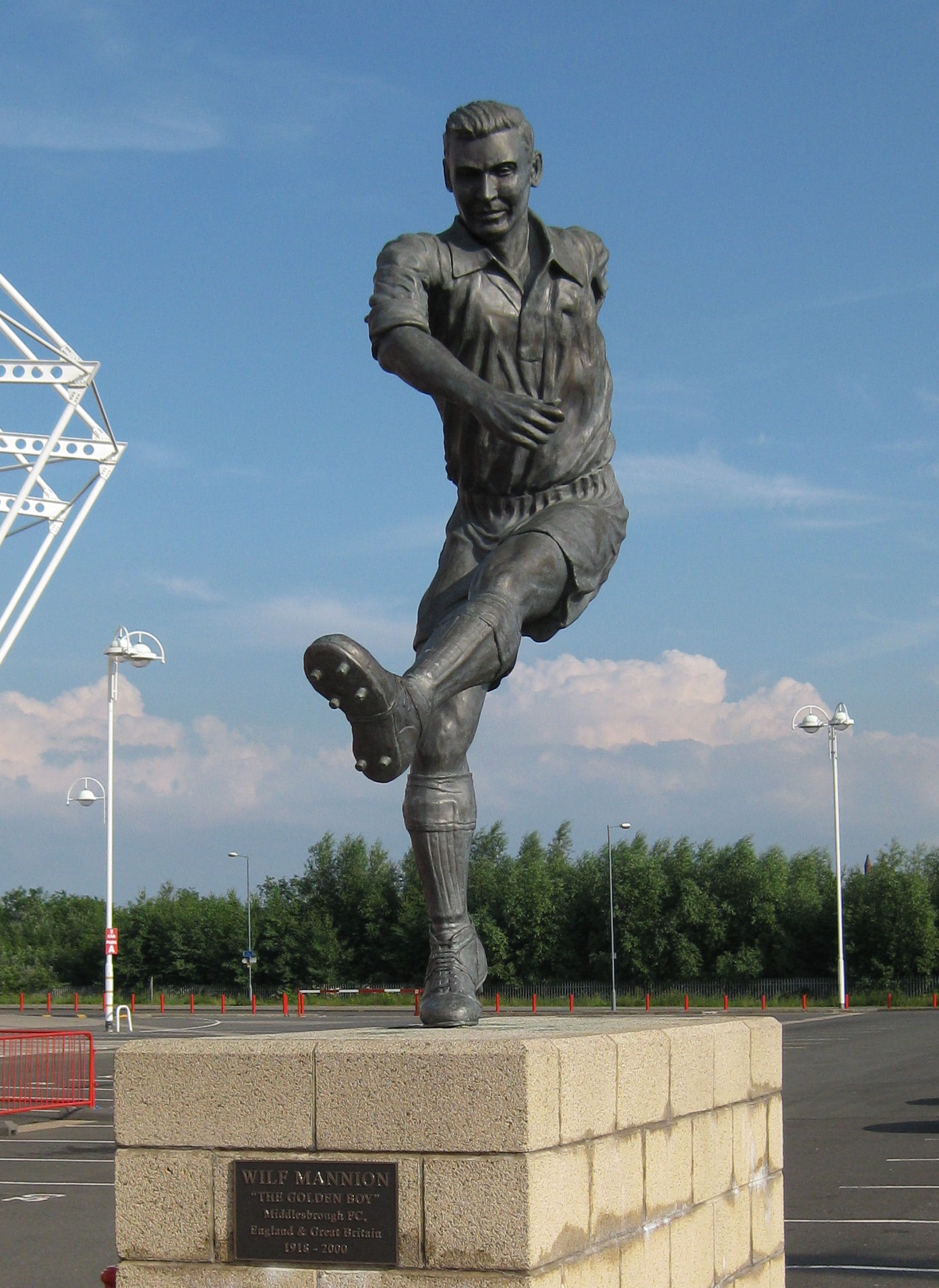
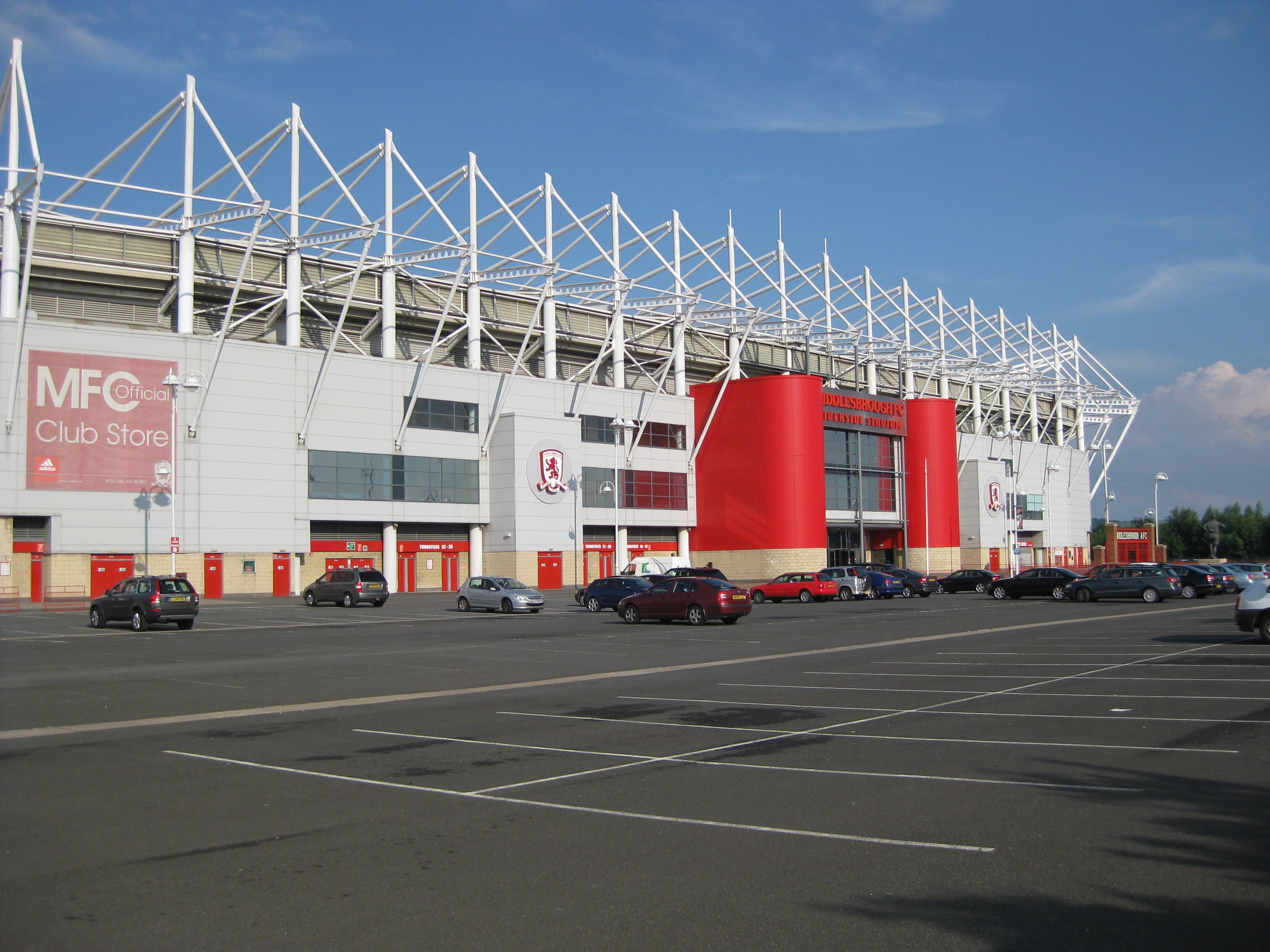
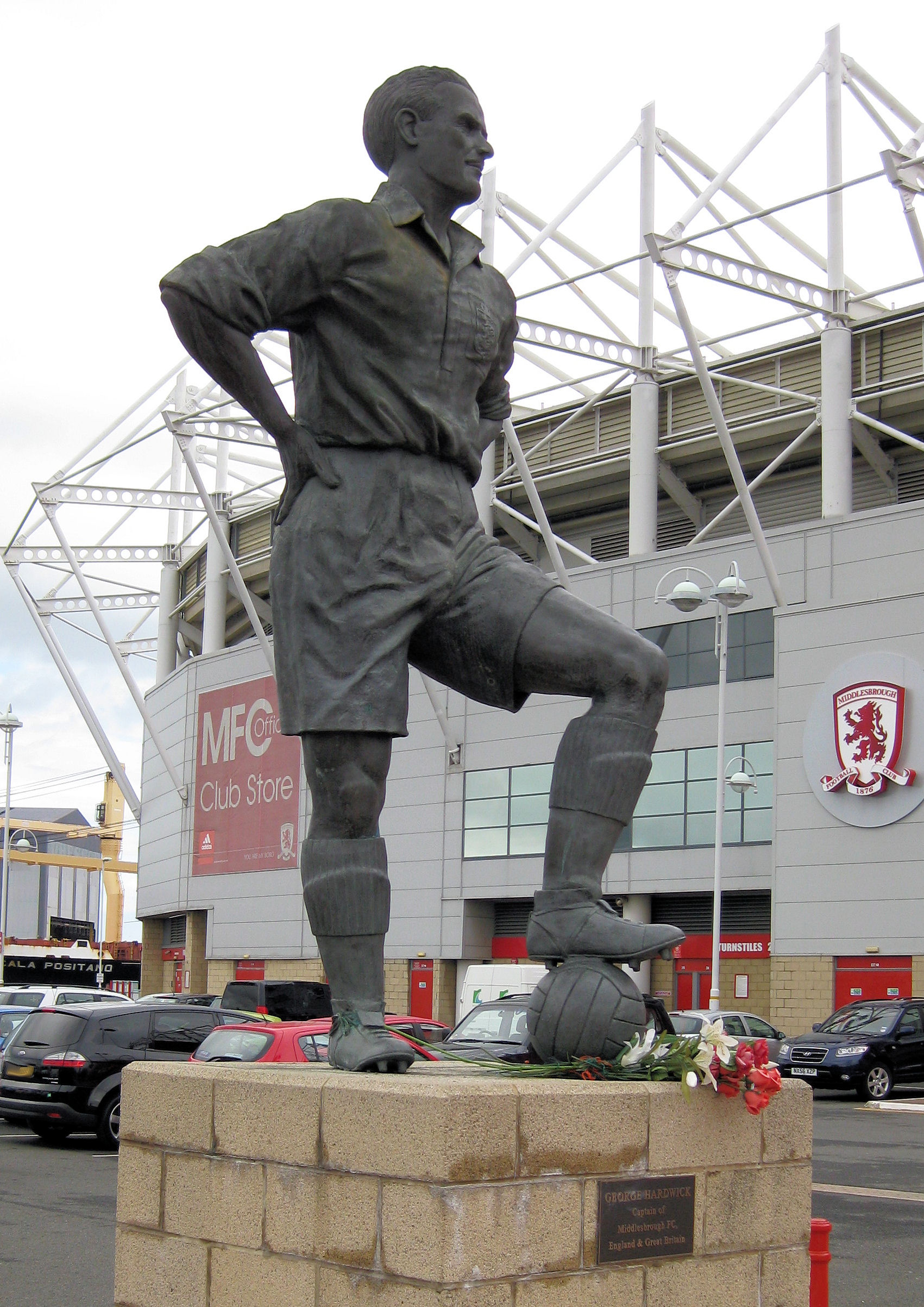
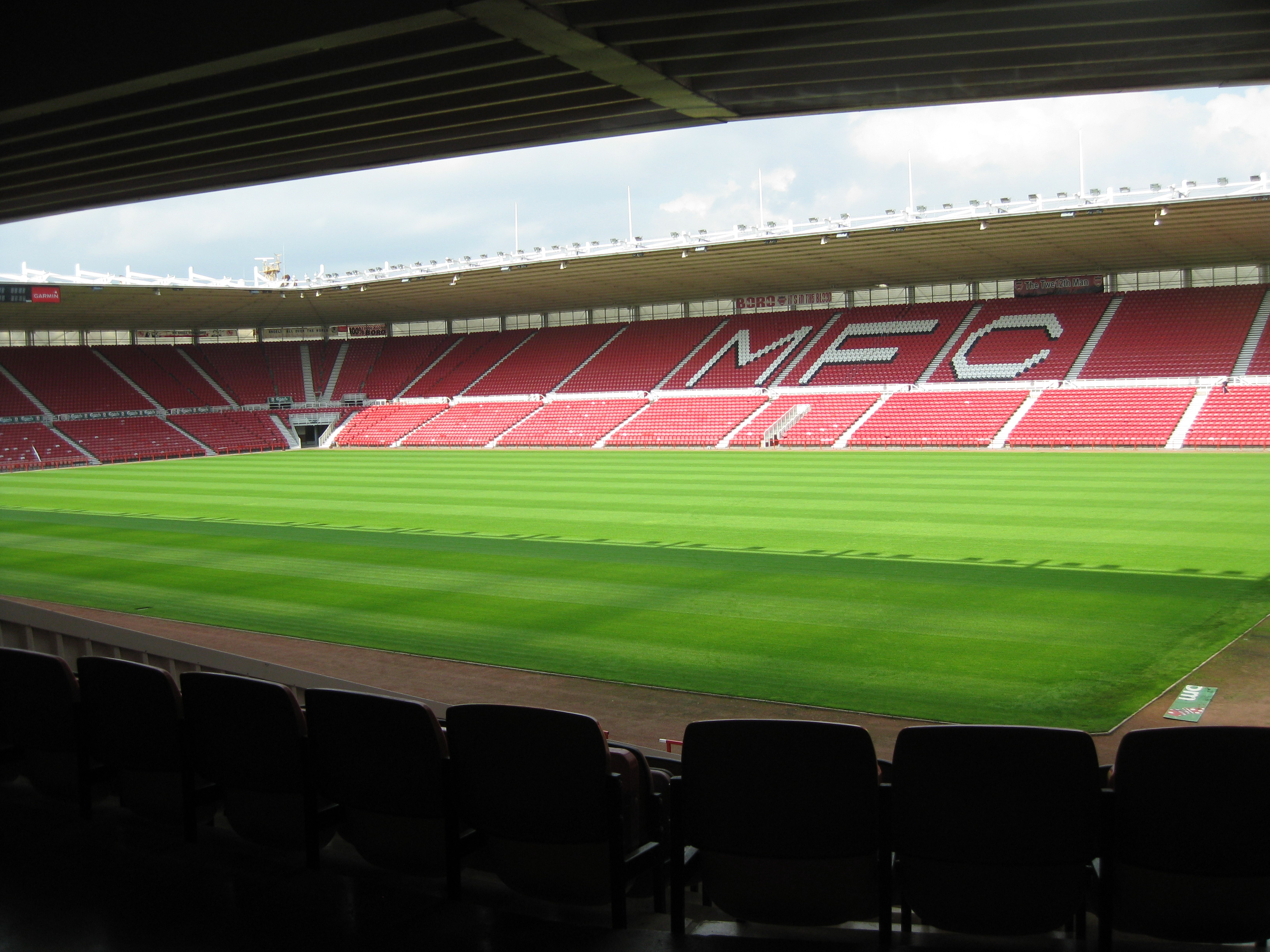